# Tamopsis gracilis
Espèce
Tamopsis gracilis est une espèce d'araignées aranéomorphes de la famille des Hersiliidae.

## Distribution
Cette espèce est endémique d'Australie-Occidentale,. Elle se rencontre dans les monts Hamersley et à Mount Elvire Station dans le centre de l'État.

## Description
Le mâle mesure 3,7 mm.

## Publication originale
- Baehr & Baehr, 1993 : New species and new records of Hersiliidae from Australia, with an updated key to all Australian species (Arachnida: Araneae: Hersiliidae): Fourth supplement to the revision of the Australian Hersiliidae. Records of the Western Australian Museum, vol. 16, no 3, p. 347-391 (texte intégral).